# Bjarne Henriksen
Bjarne Henriksen (Såderup op Funen, 18 januari 1959) is een Deens acteur.  
Na de middelbare school werkte hij een tijdje als metselaar. Vervolgens werd hij opgeleid als correspondent in het Engels en het Spaans. Daarna bezocht hij de Statens Teaterskole in Odense van 1986 tot 1990.
Henriksen heeft bijrollen gespeeld in vele speelfilms en televisieseries, bijvoorbeeld in de Dogma 95-film Festen (1998) en in Jagten (2012), beide van Thomas Vinterberg. In de hoofdrol was hij te zien in het internationaal succesvolle Edderkoppen (The Spider) en ook speelde hij een prominente politicus in Borgen. Grote bekendheid verwierf hij om zijn rol van de verhuizer Theis Birk Larsen, de vader van de vermoorde Nana Birk Larsen, in de politieserie Forbrydelsen (The Killing I). Hiervoor werd hij in 2011 - met zijn medespelers Sofie Gråbøl, Søren Malling, Ann Eleonora Jørgensen en Lars Mikkelsen - genomineerd voor de Crime Thriller Awards van het Britse ITV.
Hij had 25 jaar een relatie met Marianne Hansen, met wie hij twee kinderen heeft. Tegenwoordig heeft hij een relatie met kostuumontwerper Anja Vang Kragh.

## Filmografie
- Anton (1995)
- Ondt blod (1996)
- Portland (1996)
- De største helte  (1996)
- Den sidste viking (1996)
- Let's get lost (1997)
- Når mor kommer hjem (1998)
- Motello (1998)
- Festen (1998)
- Pizza King (1999)
- Besat (1999)
- Seth (1999)
- På fremmed mark (2000)
- Fruen på Hamre (2000)
- Slip hestene løs (2000)
- Dykkerne (2000)
- Monas verden (2001)
- Møgunger (2003)
- Torremolinos 73 (2003)
- Kongekabale (2004)
- Af banen (2005)
- Kinamand (2005)
- Lotto (2006)
- Hjemve (2007)
- Kunsten at græde i kor (2007)
- En enkelt til Korsør (2008)
- De usynlige (2008)
- Den du frygter (2008)
- Hold om mig (2010)
- Noget i luften (2011)
- Hvidsten Gruppen (2012)
- Hemmeligheden (2012)
- Jagten (2012)
- Get Santa (2014)

## Tv-series
- Taxa (1997)
- Hjerteflimmer (1998)
- Dybt vand (1999)
- Edderkoppen (2000)
- Hotellet (2000)
- Nikolaj og Julie (2002)
- Plan B (2002)
- Krøniken (2003)
- Rejseholdet (2003-2004)
- Forbrydelsen (The Killing I) (2007)
- Borgen (2010)
- Lykke (2011)
- Buzz Aldrin, hvor ble det av deg i alt mylderet? (2011)
- Ófærð (Trapped) (2015)
- Advokaten (The Lawyer) (2018)

## Bron
- Filmografie op danskefilm.dk

- Bibliothèque nationale de France: cb16538779m (data)
- Gemeinsame Normdatei: 1062321960
- International Standard Name Identifier: 0000 0003 8426 4881
- Library of Congress Control Number: no2014008684
- Nationale Bibliotheek van Tsjechië: xx0181714
- Nationale Bibliotheek van Israël: 987007377258505171
- Système universitaire de documentation: 166207217
- Virtual International Authority File: 274509929
- WorldCat: E39PBJdgWM8RVQrwVrTthFcMfq